# Kość prącia

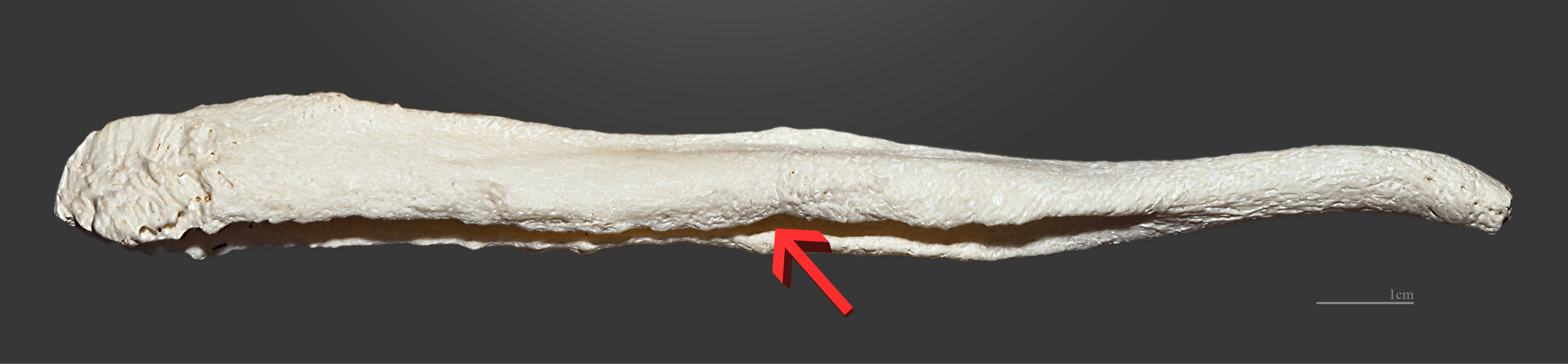
Kość prącia psa, strzałka wskazuje na bruzdę cewki moczowej

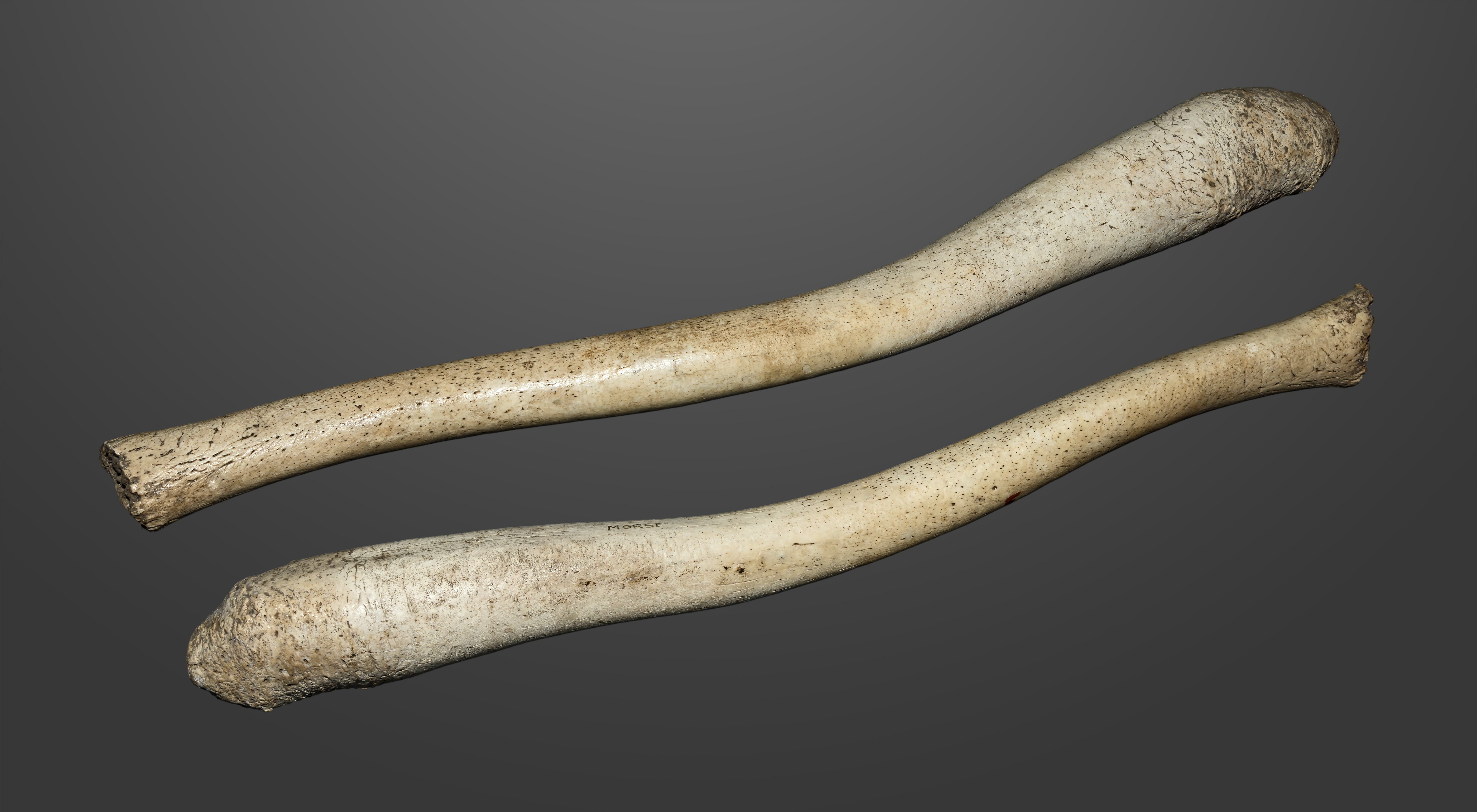
Kość prącia morsa

Kość prącia (os penis), bakulum (baculum) – heterotopowa kość występująca w prąciu u większości mięsożernych, owadożernych, nietoperzy i niektórych naczelnych. Generalnie nie występuje u człowieka, wyraków i niektórych szerokonosych, natomiast są znane bardzo nieliczne przypadki ludzi, u których najprawdopodobniej doszło do skostnienia tkanki łącznej i wytworzyła się kość prącia. Kość usztywnia narząd podczas kopulacji, a jej rozmiar waha się w zależności od gatunku. Jej charakterystyka może posłużyć do rozróżniania gatunków zwierząt morfologicznie podobnych do siebie. W przypadku gatunków nieposiadających kości prącia jego sztywność podczas kopulacji osiągana jest dzięki zwiększeniu ciśnienia krwi w ciałach jamistych. Narządem homologicznym do kości prącia u samic ssaków jest kość łechtaczki (łac. os clitoridis).

## Nieobecność kości u ludzi
Ludzie, w przeciwieństwie do wielu innych naczelnych, nie posiadają kości prącia i kości łechtaczki. U innych człowiekowatych także występuje kość prącia, ale jest względnie małą strukturą długości 10–20 mm. Istnieją doniesienia o przypadkach kostnienia prącia u ludzi w wyniku urazu, a także jeden przypadek wrodzonej kości prącia usuniętej chirurgicznie 5-letniemu chłopcu, urodzonemu z innymi wadami wrodzonymi, w tym z rozszczepem moszny.
Zoolog Richard Dawkins spekulował w 2006, że utrata kości u ludzi (jako że jest obecna u najbliżej spokrewnionego genetycznie z człowiekiem zwierzęcia – szympansa) jest prawdopodobnie spowodowana doborem płciowym, wynikającym z poszukiwania przez kobiety oznak zdrowia u ich potencjalnych partnerów. Osiągnięcie sztywności prącia przez człowieka zależy wyłącznie od zasad fizyki płynów i dlatego zmiany ciśnienia krwi mają szczególne znaczenie. Słaba czynność erekcyjna zdradza nie tylko stan zdrowia fizycznego mężczyzny, np. cukrzycę czy zaburzenia neurologiczne, ale też stany umysłowe, jak depresja i zestresowanie.